# Rhytidodera siamica
Rhytidodera siamica là một loài bọ cánh cứng trong họ Cerambycidae.